# Maheeda
Maheeda, nombre artístico de Caroline Samuel (Ciudad de Benín, 22 de noviembre de 1982), es una cantante, modelo erótica y ex prostituta nigeriana. Según ella, comenzó su carrera musical como cantante de hip hop, pero se convirtió en cantante de góspel después de "nacer de nuevo". Es conocida por compartir fotografías de contenido o temática obscena a través de Instagram y por hacer comentarios controvertidos sobre temas, habiendo sido censurada por ello en varias ocasiones. En 2014, lanzó su sencillo debut en temática góspel titulado Concrete Love.

## Primeros años
Nació en Ciudad de Benín, capital y ciudad más grande del estado de Edo, al sur de Nigeria. Su madre murió cuando ella era muy joven y nunca conoció a su padre. Según ella, la incapacidad de cumplir con sus obligaciones financieras y valerse por sí misma la llevaron a buscar trabajos de poca monta, en la limpieza, y a tratar de hacerse un hueco en el mundo de la música. Tuvo una hija a los 17 años.

## Vida personal
Conoció a su esposo mientras trabajaba en un bar en Nigeria, quien al escuchar su historia decidió ayudarla a ella y a su hija adolescente. Se casó y se mudaron a los Países Bajos, donde residen. Considera que el sexo tiene un efecto sobrenatural incontrolable en las personas, ya que a pesar de estar casada y vivir cómodamente, todavía tenía la necesidad de acostarse con hombres. Ella describió su relación con Dios como lo único que detuvo su celo por el sexo por parte de los hombres, y explicó que "nacer de nuevo y dar a luz" fue lo único que detuvo la necesidad del sexo. En declaraciones a Galaxy TV, explicó que su amor por las imágenes desnudas no tenía como objetivo promover la inmoralidad sexual, sino porque se veía "sexy". Describió su vida espiritual como si todavía estuviera en conexión con Dios independientemente de su apariencia externa e identidad digital. Defendía una posición de legalidad gubernamental en el tema de la prostitución.

## Carrera
Comenzó a cantar mientras estaba en la escuela primaria. A los 23 años, eligió la música como profesión a pesar de enfrentarse a desafíos importantes como el económico mientras trataba de promocionar su carrera. Según ella, su nombre artístico Maheeda significa bendición y tesoro. Ella clasifica su música como un "cóctel", buscando mezclar géneros y temas en sus canciones, así como obtener su inspiración musical de Dios, porque Dios la vio a través de ser una madre soltera hasta que se casó y luego se aventuró en la música profesionalmente. Hablando sobre la reacción de su familia ante su desnudez, explicó que su esposo y su familia han aceptado, comprendido y la han apoyado en todas sus empresas. En 2015, Nigerian Entertainment Today reveló que ella era más conocida que Don Jazzy y Linda Ikeji según los análisis de Google y WordPress.
En una entrevista con Daily Post reveló que conseguir el interés de los nigerianos era el objetivo de su desnudez. También opinó que hay recompensas monetarias por cada video que produce.